# Jackie Shipp
Jackie Vernold Shipp (Muskogee, 19 marzo 1962) è un ex giocatore di football americano e allenatore di football americano statunitense che ha militato nel ruolo di linebacker nella National Football League (NFL).

## Carriera da giocatore
Al college Shipp giocò a football a Oklahoma, di cui detiene i record per tackle in una partita (22) e in stagione (189), oltre a essere secondo per tackle in carriera. Fu scelto come quattordicesimo assoluto nel Draft NFL 1984 dai Miami Dolphins. Nella sua prima stagione raggiunse il Super Bowl XIX, perso contro i San Francisco 49ers. Rimase a Miami fino al 1988, dopo di che passò l'ultima stagione della carriera con i Los Angeles Raiders.

## Palmarès
- American Football Conference Championship: 1